# Чупіни
Чупі́ни (рос. Чупины) — присілок у складі Орловського району Кіровської області, Росія. Входить до складу Орловського сільського поселення.
Населення становить 51 особа (2010, 60 у 2002).
Національний склад станом на 2002 рік — росіяни 96 %.